# Adrian Mazilu
Adrian Mazilu (Constanța, 13 september 2005) is een Roemeens voetballer die als aanvaller voor Brighton & Hove Albion FC speelt.

## Carrière
Adrian Mazilu speelde in de Academia de fotbal Gheorghe Hagi, een voetbalacademie die tot 2021 de jeugdopleiding van FC Viitorul Constanța was en vanaf 2021 de jeugdopleiding van FCV Farul Constanța. Hij debuteerde voor Farul op 9 november 2022, in de met 0-2 gewonnen bekerwedstrijd tegen Rapid Boekarest. Hij viel in de rust in en scoorde in de 90+7e minuut de 0-2. Na de winterstop werd hij een vaste basisspeler bij Farul, waarmee hij kampioen van Roemenië werd. Zodoende kwalificeerde Farul zich voor de voorrondes van de Champions League, waarin verloren werd van het Moldavische FC Sheriff Tiraspol. Uiteindelijk liep Farul ook het hoofdtoernooi van de Conference League mis, doordat in de laatste voorronde werd verloren van HJK Helsinki. In de winterstop van het seizoen 2023/24 werd Mazilu voor een bedrag van drie miljoen euro aan het Engelse Brighton & Hove Albion verkocht, dat hem direct aan Vitesse verhuurde. Hij debuteerde in de Eredivisie op 26 januari 2024, in de met 1-0 verloren uitwedstrijd tegen PEC Zwolle. Hij kwam in de 86e minuut in het veld voor Ramon Hendriks. Mazilu kwam tot drie korte invalbeurten en een helft in een bekerwedstrijd voor Vitesse, dat laatste werd in de Eredivisie en zodoende degradeerde. Na het einde van zijn verhuurperiode sloot hij bij het onder-21-elftal van Brighton aan.

### Statistieken
| Seizoen                   | Club                      | Land           | Competitie     | Competitie | Competitie | Beker | Beker | Overig | Overig | Totaal | Totaal |
| Seizoen                   | Club                      | Land           | Competitie     | Wed.       | Dlp.       | Wed.  | Dlp.  | Wed.   | Dlp.   | Wed.   | Dlp.   |
| ------------------------- | ------------------------- | -------------- | -------------- | ---------- | ---------- | ----- | ----- | ------ | ------ | ------ | ------ |
| 2022/23                   | FCV Farul Constanța       | Roemenië       | Liga 1         | 19         | 6          | 2     | 1     | –      | –      | 21     | 7      |
| 2023/24                   | FCV Farul Constanța       | Roemenië       | Liga 1         | 16         | 1          | 0     | 0     | 9      | 1      | 25     | 2      |
| 2023/24                   | Brighton & Hove Albion FC | Engeland       | Premier League | –          | –          | –     | –     | –      | –      | 0      | 0      |
| 2023/24                   | → Vitesse                 | Nederland      | Eredivisie     | 3          | 0          | 1     | 0     | –      | –      | 4      | 0      |
| Carrièretotaal            | Carrièretotaal            | Carrièretotaal | Carrièretotaal | 38         | 7          | 3     | 1     | 9      | 1      | 50     | 9      |
| Bijgewerkt op 28 mei 2025 |                           |                |                |            |            |       |       |        |        |        |        |